# Kędzierzyn-Koźle
Kędzierzyn-Koźle (németül Kandrzin-Cosel, 1934-1945 között Heydebreck O.S., sziléziai nyelven Kandrzin-Koźle, cseh nyelven Kandřín-Kozlí) város Lengyelországban az Opolei vajdaságban, a Kędzierzyn-Koźlei járásban. A város 1975-ben alakult négy korábban önálló település: Kędzierzyn, Koźle, Sławięcice és Kłodnica egyesítésével. Koźléban van Lengyelország egyik legnagyobb folyami kikötője. Kędzierzyn-Koźleban hatalmas vegyiművek működnek, a ZAK Spółka Akcyjna) és a "Blachownia" holding. A város sorrendben a második az Opolei vajdaságban a lakosság száma szerint és első terület szerint.

## Fekvése
A város az Opolei vajdaság délkeleti részén, A Racibórzi medence középső részén fekszik. A város területe 12,324 ha, gyakorlatilag síkság, legalacsonyabb pontja a tenger szentjétől számítva az Odera mellett 164 m, legmagasabb pontja 211 m. A város nagy része az Odera partján terül el. A város területét érintő másik folyó a Kłodnica. Két mesterséges víziút érinti a várost, a Kłodnicai csatorna és a Gliwice-csatorna.

### Városrészek
| - (1) Śródmieście (Belváros) - (2) Pogorzelec - (3) Kuźniczka - (4) Piastów - (5) Powstańców Śląskich - (6) Blachownia - (7) Lenartowice - (8) Kłodnica | - (9) Żabieniec - (10) Stare Miasto (Öreg város) - (11) Koźle-Rogi - (12) Koźle-Port (kikötő) - (13) Cisowa - (14) Sławięcice - (15) Miejsce Kłodnickie - (16) Azoty |

## Nevezetes emberek
Itt született Cosel városrészben August Kirstein osztrák építész